# Nicolas Etcheverry
Pour les articles homonymes, voir Etcheverry.
Pas d'image ? Cliquez ici

a Compétitions nationales et continentales officielles uniquement.

Dernière mise à jour le 17 août 2015.
Nicolas Etcheverry, né le 6 janvier 1983 à Souraïde, est un joueur de rugby à XV évoluant au poste de pilier gauche (1,81 m pour 110 kg).

## Carrière
Il a évolué en Top 16, en Top 14 et en pro D2 avec ses clubs successifs : Aviron bayonnais, FC Auch Gers, Stade montois et US Carcassonne XV. 
Il a disputé 7 matchs en Challenge européen.

## Palmarès
- Champion de France Espoirs 2007 avec le FC Auch

## Clubs successifs
- 2004-2006 : Aviron bayonnais,  Top 16 et Challenge européen.
- 2006-2007 : FC Auch, pro D2.
- 2007-2011 : Stade montois, Challenge européen,  Top 14 et pro D2.
- 2011-2015 : US Carcassonne,  pro D2.
- Depuis 2015 : Saint-Jean-de-Luz olympique rugby, Fédérale 2